# 선진네트웍스
선진(先進)네트웍스㈜(영어: sunjinnetworks,co.ltd.)는 대한민국의 운수 기업이다.
선진네트웍스의 계열사와 선진네트웍스의 대표이사 신재호가 주주로 있는 기업들과 선진그룹이라는 상표를 사용하기도 한다. 버스사업부문은 대표적인 사업부문으로, 경기도와 인천광역시 소재 20개의 법인이 소속되어 있다. 선진네트웍스의 관계사(선진그룹)는 버스사업, 물류사업, 에너지사업등 11개 사업부문과 약 40여개의 법인으로 구성되어있다.

## 연혁
- 1989년 2월: 성민통운 설립
- 1992년 3월: 선진물류 설립
- 2000년 2월: 버스사업부문 설립
- 2002년 8월: 에너지사업부문 설립
- 2006년 12월: 버스사업부문의 지주회사 역할인 선진네트웍스 설립
- 2007년 2월: 선진인재개발원 개원
- 2007년 8월: 現 TGOL을 인수, IT사업부문 설립
- 2008년 3월: 現 선진글로비스를 인수, 글로벌사업부문 설립
- 2008년 4월: 現 에어펠리스를 인수, 항공사업부문 설립
- 2009년 4월: 現 에코스타를 인수, 신기술사업부문 설립, 버스사업부문에서 대흥교통과 한밭여객자동차를 인수, 수도권외 지역으로 사업영역 확대

## 관계사

### 버스 사업

#### 경기도
- 가평교통《가평군》
- 김포운수《김포시》: 신재호가 최대주주[3]
- 서정마을버스《김포시》
- 선진고속《안산시》
- 선진버스《김포시, 고양시》: 신재호가 최대주주[4], 고양시 면허 노선은 신동아교통 소유.[5]
- 선진상운《김포시》: 종속회사[1]
- 선진시내버스《포천시》
- 연천교통《연천군》
- 파주여객《파주시》
- 포천교통《포천시》
- 포천상운《포천시》

#### 인천광역시
- 군내버스
- 공영급행
- 신동아교통: 합자회사, 선진버스 M7119 노선 한정 신흥동지점 공동 출자 및 공동소유. 이 노선에 한해서만 모회사. 간선버스와 광역버스만 선진네트웍스 소속. 지선버스를 운행하는 신흥동지점은 선진네트웍스 소속이 아니다.
- 인강여객: 종속회사[1]
- 은혜교통

#### 전라북도
- 전북고속
- 전북여객
- 전주고속

#### 우즈베키스탄
- 선진티브이티익스프레스: 우즈베키스탄에 위치한 선진글로비스의 자회사이다.

### 운송

#### 관광여행 사업
- 선진고속관광 주식회사
- 선진여행사 주식회사

#### 물류 사업
- 광동종합운수 주식회사
- 선진물류 주식회사

#### 항공 사업
- 주식회사 에어팰리스: 종속회사[1]

### 차량 정비 및 부품

#### 정비 사업
- 선진1급정비공업 주식회사
- 은혜산업개발 주식회사 (에너지 사업 겸업)

#### 바퀴 · 휠 사업
- 선진이엔티 주식회사 (에너지 사업 및 광고기획 사업 겸업)

#### 글로벌 사업
- 선진글로비스 주식회사: 종속회사[1]
- 주식회사 에코스타 티브이티티(우즈베키스탄 현지 법인)

#### 신기술 사업
- 주식회사 엔텍아이

### 기타

#### 에너지 사업
- 선진에너지 주식회사 (김포시, 포천시 이중 법인)
- 선진이엔티 주식회사 (타이어 · 휠 사업 및 광고기획 사업 겸업)
- 주식회사 송도에너지
- 은혜산업개발 주식회사 (정비 사업 겸업)
- 은혜천연가스 주식회사
- 천지산업개발 주식회사

#### 건설 사업
- 선진산업개발 주식회사

#### 광고기획 사업
- 선진이엔티 주식회사

#### 교육 사업
- 선진인재개발원

### 과거 소속 법인
- 고양교통 (구 선진여객 경기김포법인) (2010년 7월 계열에서 분리독립)
- 고촌교통 (2008년 보광교통에 매각되어 계열에서 분리독립)
- 금파운수 (2008년 보광교통에 매각되어 계열에서 분리독립)
- 김포시내버스 (2007년 9월 김포운수에 흡수합병)
- 강화교통 (2021년 차파트너스에 매각되어 계열에서 분리독립)
- 대한여객 (2020년 10월 공영급행에 흡수합병)
- 송도버스 (2021년 차파트너스에 매각되어 계열에서 분리독립)
- 선진고속 (구 영종여객) (2010년 2월 KD운송그룹계열 경기고속에 매각)
- 선진상운 (구 대진운수) (2009년 12월 KD운송그룹에 매각되어 경기버스로 변경)
- 선진여객 경기하남법인 (구 대신여객) (2010년 1월 KD운송그룹에 매각되어 경기상운으로 변경)
- 선진운수 김포법인 (2008년 보광교통에 매각되어 계열에서 분리독립)
- 성민버스 경기법인 (2004년 청우운수에 매각되어 도원교통으로 변경)
- 인천선진교통 (2023년 차파트너스에 매각되어 계열에서 분리독립, 미추홀교통으로 변경)
- 인천제물포교통 (2023년 차파트너스에 매각되어 계열에서 분리독립)
- 성민버스 인천법인 (2012년 신화여객에 매각되어 계열에서 분리독립)
- 선진여객 인천법인 (2023년 7월 차파트너스에 매각되어 계열에서 분리독립)
- 에스엠버스 (구 우신교통) (2005년 계열에서 분리독립)
- 유성운수 (구 명진운수) (2009년 12월 KD운송그룹에 매각되어 경기운수로 변경)
- 천지운수 (2011년 계열에서 분리독립)
- 하남시내버스 (2011년 2월 KD운송그룹계열 경기상운에 매각)
- 부천버스 (2014년 계열에서 분리독립)
- 선진교통 대전법인 (구 대흥교통) (2017년 8월 삼환교통 전 대표에게 매각, 동인여객으로 변경)
- 선진여객 대전법인 (구 한밭여객) (2017년 8월 대전교통에 매각되어 대전운수로 변경)

## 같이 보기
- KD운송그룹